# Markus Palionis
Markus Palionis est un ancien footballeur international lituanien, né le 12 mai 1987 à Kaunas. Il évoluait au poste de défenseur central.

## Palmarès
Vierge

## Statistiques
| Saison    | Club                 | Pays             | Championnat       | Coupes nationales | Coupes d'Europe | Lituanie |
| --------- | -------------------- | ---------------- | ----------------- | ----------------- | --------------- | -------- |
| 2006-2007 | SV Wacker Burghausen | 2.Bundesliga     | 19 matchs / 1 but | 2 matchs          | -               | -        |
| 2007-2008 | SV Wacker Burghausen | Regionalliga Süd | 24 matchs         | 1 match           | -               | -        |
| 2008-2009 | SG Dynamo Dresde     | 3.Liga           | 29 matchs         | -                 | -               | 1 match  |
| 2009-2010 | SG Dynamo Dresde     | 3.Liga           | 28 matchs         | 1 match           | -               | -        |
| 2010-2011 | SC Paderborn 07      | 2.Bundesliga     | 22 matchs         | 1 match           | -               | -        |
| 2011-2012 | SC Paderborn 07      | 2.Bundesliga     | 13 matchs         | 2 matchs          | -               | -        |
| 2012-2013 | SC Paderborn 07      | 2.Bundesliga     | 5 matchs          | -                 | -               | 1 match  |

Dernière mise à jour le 6 aout 2013